# Episodi di Perfetti... ma non troppo (terza stagione)
La terza stagione di Perfetti... ma non troppo è andata in onda in prima visione negli Stati Uniti d'America dal 24 settembre 2004 al 15 aprile 2005 sul network ABC.
In Italia è andata in onda in prima visione sul canale satellitare Fox. In chiaro è andata in onda sul canale MTV.
| nº | Titolo originale                 | Titolo italiano            | Prima TV USA      | Prima TV Italia |
| -- | -------------------------------- | -------------------------- | ----------------- | --------------- |
| 1  | Supply Man Down                  | L'uomo della cancelleria   | 24 settembre 2004 | -               |
| 2  | Claude Wants to Know             | Claude vuole sapere        | -                 | -               |
| 3  | Ain't It a Shame, Claude?        | Che peccato, Claude!       | -                 | -               |
| 4  | Ignoring Lydia                   | Ignorando Lydia            | -                 | -               |
| 5  | Knock, Knock, Who's Dead?        | L'ufficio del signor Henry | -                 | -               |
| 6  | From the Chair to the Couch      | Dalla sedia al divano      | -                 | -               |
| 7  | Shoo-In                          | La favorita                | -                 | -               |
| 8  | We're Bad People                 | Come siamo cattivi         | -                 | -               |
| 9  | Moms the Word                    | Le mamme in ufficio        | -                 | -               |
| 10 | Claude's Romantic Hideaway       | Un'amica troppo premurosa  | -                 | -               |
| 11 | Claude's 15 Minutes of Christmas | L'accensione della pipa    | -                 | -               |
| 12 | Emotions Eleven                  | Il ritiro degli impiegati  | -                 | -               |
| 13 | You Can Leave the Lights On      | Lasciamo la luce accesa    | -                 | -               |
| 14 | I Just Don't Like Her            | È solo antipatica          | -                 | -               |
| 15 | Playhouse                        | Lezioni di ballo           | -                 | -               |
| 16 | Distractions                     | Distrazioni                | -                 | -               |
| 17 | Get Away                         | Due di troppo              | -                 | -               |
| 18 | Pre-Wedded Bliss                 | Contratto prematrimoniale  | -                 | -               |
| 19 | Claude's Extreme Makeover        | La metamorfosi di Claude   | -                 | -               |
| 20 | Amicably Yours                   | Amichevolmente tua         | -                 | -               |
| 21 | Casey v. Kronsky                 | Casey contro Kronsky       | -                 | -               |
| 22 | Claude the Expert                | Festa a sorpresa           | 15 aprile 2005    | -               |